# Національно-визвольна революція
Національно-визвольна революція — революція, що зростає з національно-визвольного руху і направлена на знищення іноземного панування та завоювання національної незалежності, ліквідацію національно-колоніального гніту і експлуатації, реалізацію нацією її права на самовизначення, на створення національної держави. 

## Історія
Національні рухи в тій або іншій формі мали місце вже в докапіталістичну епоху, в період феодалізму. Що викликає ці рухи національний гніт і національні конфлікти породжувалися стосунками приватної власності і експлуатації. У національних рухах докапіталістичної епохи народності і національні групи боролися проти правління іноземця, відстоювали своє існування (наприклад, боротьба південних слов'ян проти турецького владицтва, чеського народу проти німецьких поневолювачів, вірмен і грузин з турецькими і перськими завойовниками і т.д.).
Епоха капіталізму викликала до життя масові, загальнонародні національні рухи і Н.-о. р. Формування і консолідація націй, підйом національної самосвідомості ведуть до різкого загострення суперечностей між іноземними поневолювачами і пригноблюваними народами, залучають до боротьби проти чужоземного панування широкі шари селянства і міського населення. Економічною основою цього процесу з'явився розвиток капіталістичних стосунків, створення загальнонаціонального ринку. 
Прагнення народів, які не мали державності або були позбавлені її, створити національні держави натрапило на протидію експлуататорських класів панівних націй. У такому положенні виявилися, наприклад, польський народ, що підпав під іго царської Росії, Німеччини і Австро-Угорщині, чехи, словаки, словенські, хорвати і ін., ув'язнені в «в'язниці народів» — австро-угорській імперії, болгари, серби, греки і ін., насильницький включені до складу імперії Османа і т.д. Результатом з'явилося зародження національних рухів, що добивалися самовизначення народів. Ці рухи мали антифеодальний та демократичний характер; їх очолила буржуазія, яка й прийшла до керівництва новими національними державами.